# Edward Dozier
Edward Pasqual Dozier (nascido Eduardo de Pascua Dozier; 1916 em Santa Clara Pueblo, Novo México – 1971 em Tucson, Arizona) foi um antropólogo e linguista nativo americano Pueblo que estudou os nativos americanos e os povos do norte de Luzon, nas Filipinas . Ele foi o primeiro nativo americano a obter um PhD em antropologia nos Estados Unidos.

## Histórico
Dozier era de etnia Tewa, de Santa Clara Pueblo. Ele falava apenas Tewa até os 12 anos de idade Seu pai, Thomas Dozier, era um professor anglo-americano que foi adotado por um clã Tewa. Sua mãe, Maria Lucaria Gutierrez, era membro do clã Tewa Badger (seu nome Tewa era P'oo kwi tsaawaa). Eduardo e seus irmãos foram criados como membros da metade Winter do pueblo de Santa Clara.

## Educação e carreira
Durante a Segunda Guerra Mundial, Dozier serviu no Corpo Aéreo do Exército dos EUA no teatro do Pacífico. Naquela época, ele anglicizou seu nome para Edward P. Dozier. Ele fez seu bacharelado pela Universidade do Novo México em antropologia terminando em 1947. Mais tarde, ele fez Mestrado na mesma instituição. Já seu doutorado foi feito pela Universidade da Califórnia, Los Angeles em 1952, onde ele conheceu e foi influenciado por Harry Hoijer.
Ele foi professor de antropologia e lingüística no campus de Tucson da Universidade do Arizona de 1960 até sua morte em 1971. Antes de assumir o cargo na Universidade do Arizona-Tucson, ele ocupou vários outros cargos acadêmicos. Ele foi instrutor de antropologia na Universidade de Oregon em 1951-52 e pesquisador da Fundação Wenner-Gren em 1952-53. De 1953 a 1958, ele passou de instrutor a professor associado na Northwestern University . Ele foi pesquisador da Universidade de Stanford em 1958-59 e pesquisador de campo financiado pela National Science Foundation nas Filipinas em 1959-60.
Na época de sua morte, Dozier estava ajudando a fundar o Programa de Estudos dos Índios Americanos na Universidade do Arizona-Tucson.

## Trabalhos
- The Hopi-Tewa of Arizona. Col: University of California publications in American archaeology and ethnology. [S.l.]: University of California, Berkeley. 1954
- Hano: A Tewa Indian Community in Arizona. [S.l.]: Thomas Learning, Inc. 2002. ISBN 0-03-075653-7
- Mountain arbiters: The changing life of a Philippine hill people. [S.l.]: University of Arizona Press. 1966
- The Pueblo Indians of North America. Prospect Heights, Ill: Waveland Press. 1983. ISBN 0-88133-059-0